# Arnon de Melo
Arnon Afonso de Farias Melo (Rio Largo, 19 de setembro de 1911 — Maceió, 29 de setembro de 1983) foi um jornalista, advogado, político e empresário brasileiro, pai do ex-presidente do Brasil Fernando Collor de Mello.

## Dados biográficos
Filho de Manuel Afonso de Mello e de Lúcia de Farias Mello, Arnon estudou em Maceió até se mudar para o Rio de Janeiro em 1930 onde trabalhou como jornalista em A Vanguarda, jornal fechado pela Revolução de 1930. Advogado formado pela Faculdade Nacional de Direito da Universidade Federal do Rio de Janeiro em 1933, trabalhou no Diário de Notícias e nos Diários Associados antes da graduação e após esta trabalhou na Associação Comercial do Rio de Janeiro e também no Diário Carioca e em O Jornal. Em 1936 assumiu a direção da Gazeta de Alagoas e foi membro do conselho diretor da Associação Brasileira de Imprensa.

## Carreira política
Após o fim do Estado Novo ingressou na UDN e foi eleito suplente de deputado federal em 1945 e exerceu o mandato mediante convocação. Por essa mesma legenda foi eleito simultaneamente deputado federal e governador de Alagoas em 1950, optando por este último cargo onde cumpriu um mandato de cinco anos.
Retornou à vida política pelo PDC sendo eleito senador em 1962 ingressando na ARENA após a decretação do bipartidarismo pelo Regime Militar de 1964. Reeleito pelo voto direto em 1970, foi reconduzido ao mandato como senador biônico em 1978. Ao falecer estava filiado ao PDS, no qual ingressou em 1980. Após sua morte a cadeira foi ocupada por João Lúcio da Silva.

## Assassinato no Congresso
Eleito senador nas eleições gerais de 1962, Arnon de Mello passa a ser ameaçado de morte por Silvestre Péricles. A hostilidade entre os dois políticos remontava a 1950, quando Arnon derrotara o candidato de Silvestre, então governador, na sucessão para o governo de Alagoas. Na ocasião, Arnon de Mello teve o apoio de Ismar Góis Monteiro, um dos irmãos de Silvestre Péricles. Em 4 de dezembro de 1963, ambos os senadores chegaram armados ao Senado. Enquanto proferia discurso na tribuna da câmara alta, Arnon percebe movimento de Silvestre indicando que sacaria sua arma. Antecipando-se ao adversário, Arnon dispara três tiros. Nenhum dos tiros atinge Silvestre; Arnon acertou erroneamente um tiro no peito do senador José Kairala, do Acre, suplente que morreu em seu último dia de trabalho.
Logo após o tiroteio, ambos os senadores foram presos em flagrante. Péricles foi solto pouco tempo depois; Arnon permaneceu encarcerado durante sete meses, sendo inocentado pelo Supremo Tribunal Federal em julho de 1964. A justiça entendeu que o senador agiu em legitima defesa. Dona Creusa Kairala, viúva do parlamentar vitimado, processou Arnon de Mello exigindo que o senador alagoano custeasse os estudos dos quatro filhos do casal. Segundo registros da imprensa, porém, tudo o que dona Creusa conseguiu foi uma pensão.
Após esse episódio, os dois senadores foram reconduzidos a seus cargos. Arnon de Mello ainda foi reeleito senador por duas vezes, a última como senador biônico.

## Morte
Sofrendo desde meados dos anos 1970 de paralisia supranuclear, Arnon de Mello faleceu aos 72 anos, em 29 de setembro de 1983 em Maceió.

## Descendência
- Fernando Collor de Mello - Foi Presidente do Brasil entre 1990 e 1992, quando renunciou próximo à conclusão do processo de impeachment.
- Pedro Collor de Mello - Presidente da Organização Arnon de Mello, controlador da TV Gazeta. Denunciou o esquema de corrupção envolvendo o próprio irmão.
- Ana Luiza Collor de Mello - presidente de honra da Organização e do Instituto Arnon de Mello.[7]
- Leda Maria Collor de Mello - embaixatriz.[8]
- Leopoldo Collor de Mello - Foi diretor regional da TV Globo São Paulo e da TV Globo Nordeste.[9]

## Obras publicadas
- Os sem trabalho da política (1931)[1]
- São Paulo venceu (1933)
- África – Viagem às colônias portuguesas e à África inglesa (1940)
- Uma experiência de governo (1958)